# Thomisiraptor liedtkei
Thomisiraptor
Genre
Espèce
Thomisiraptor liedtkei, unique représentant du genre Thomisiraptor, est une espèce fossile d'araignées aranéomorphes de la famille des Thomisidae.

## Distribution
Cette espèce a été découverte dans de l'ambre de la mer Baltique. Elle date du Paléogène.

## Publication originale
- Wunderlich, 2004 : Fossil crab spiders (Araneae: Thomisidae) in Baltic and Dominican amber. Beiträge zur Araneologie, vol. 3, p. 1747–1760.